# هایب کورپوریشن
هایب کورپوریشن (به انگلیسی: Hybe Corporation) شرکتی در کرهٔ جنوبی است که در سال ۲۰۰۵، توسط بانگ شی-هیوک، ابتدا با نام بیگ هیت انترتینمنت کورپوریشن (.Big Hit Entertainment Co. , Ltd) تأسیس شد. این شرکت چندین شرکت تابعه دارد که از آن جمله می‌توان به بیگ هیت میوزیک، سورس میوزیک، پلدیس اینترتینمنت، بیلیفت لب، ناشران هایب ژاپن و کاز اینترتینمنت اشاره کرد که در مجموع به‌عنوان ناشران هایب شناخته می‌شوند.

## تاریخچه

### ۲۰۲۱ تاکنون: هایب کورپوریشن
بیگ هیت در هفتهٔ دوم مارس ۲۰۲۱ اعلام کرد، به‌علت گسترش فعالیت‌های شرکت به‌عنوان یک شرکت پلتفرم سرگرمی و سبک زندگی، نام آن به هایب کورپوریشن تغییر خواهد یافت. در ۱۹ مارس، جزئیات بیشتری در مورد تجدید ساختار سازمانی آن اعلام شد؛ از آن جمله می‌توان به تغییر عنوان «بیگ هیت انترتینمنت» به بیگ هیت میوزیک اشاره کرد که زیرمجموعه‌ای از ناشران هایب خواهد بود. به دنبال این تغییرات، ساختمان آن در ۲۲ مارس، به‌صورت رسمی به مکان جدید منتقل شد.

## ناشران هایب
بخش بزرگ یا جزئی از شرکت‌های تهیهٔ موسیقی و سرگرمی که در زیر آمده، متعلق به هایب کورپوریشن‌اند اما به‌طور مستقل اداره می‌گردند.

### هنرمندان
- بیگ هیت میوزیک
  - بی‌تی‌اس
  - تی‌اکس‌تی
  - لی هیون
  -  جین
  - آر ام
  - شوگا
  - جی-هوپ
  - جیمین 
  - وی (تهیونگ)
  - جونگ کوک

- بیلیفت لب
  - انهایپن
  - آیلیت
- سورس میوزیک[۷][۸]
  - لسرافیم

- ادور
  - نیوجینز

- پلدیس اینترتینمنت[۹][۱۰]
  - سون‌تین
  - نیوایست
  - بومزو
  - نانا
  - کیول‌کیونگ
  - یه‌هانا
  - سونگ‌یون

- کاز اینترتینمنت[۱۱]
  - زیکو
  - دی‌وی‌دبلیوان

## شرکت‌های وابسته
- وای‌جی پلاس[۱۲]